# Puchay
Puchay és un municipi francès situat al departament de l'Eure i a la regió de Normandia. L'any 2007 tenia 541 habitants.

## Demografia

### Població
El 2007 la població de fet de Puchay era de 541 persones. Hi havia 204 famílies de les quals 37 eren unipersonals (29 homes vivint sols i 8 dones vivint soles), 82 parelles sense fills, 73 parelles amb fills i 12 famílies monoparentals amb fills.
La població ha evolucionat segons el següent gràfic:
Habitants censats

### Habitatges
El 2007 hi havia 265 habitatges, 205 eren l'habitatge principal de la família, 54 eren segones residències i 6 estaven desocupats. 263 eren cases i 2 eren apartaments. Dels 205 habitatges principals, 172 estaven ocupats pels seus propietaris, 24 estaven llogats i ocupats pels llogaters i 8 estaven cedits a títol gratuït; 1 tenia una cambra, 8 en tenien dues, 33 en tenien tres, 47 en tenien quatre i 116 en tenien cinc o més. 167 habitatges disposaven pel capbaix d'una plaça de pàrquing. A 96 habitatges hi havia un automòbil i a 95 n'hi havia dos o més.

### Piràmide de població
La piràmide de població per edats i sexe el 2009 era:
| Homes | Edats   | Dones |
| ----- | ------- | ----- |
| 0     | 95 o +  | 0     |
| 4     | 90 a 94 | 4     |
| 4     | 85 a 89 | 4     |
| 0     | 80 a 84 | 0     |
| 12    | 75 a 79 | 0     |
| 16    | 70 a 74 | 8     |
| 20    | 65 a 69 | 20    |
| 20    | 60 a 64 | 20    |
| 12    | 55 a 59 | 20    |
| 8     | 50 a 54 | 0     |
| 8     | 45 a 49 | 12    |
| 16    | 40 a 44 | 0     |
| 12    | 35 a 39 | 12    |
| 32    | 30 a 34 | 16    |
| 12    | 25 a 29 | 12    |
| 4     | 20 a 24 | 4     |
| 4     | 15 a 19 | 4     |
| 8     | 10 a 14 | 16    |
| 16    | 5 a 9   | 8     |
| 4     | 0 a 4   | 16    |

## Economia
El 2007 la població en edat de treballar era de 314 persones, 247 eren actives i 67 eren inactives. De les 247 persones actives 219 estaven ocupades (118 homes i 101 dones) i 27 estaven aturades (16 homes i 11 dones). De les 67 persones inactives 28 estaven jubilades, 16 estaven estudiant i 23 estaven classificades com a «altres inactius».

### Ingressos
El 2009 a Puchay hi havia 209 unitats fiscals que integraven 557,5 persones, la mediana anual d'ingressos fiscals per persona era de 18.585 €.

### Activitats econòmiques
Dels 15 establiments que hi havia el 2007, 1 era d'una empresa extractiva, 1 d'una empresa de fabricació de material elèctric, 1 d'una empresa de fabricació d'altres productes industrials, 3 d'empreses de construcció, 3 d'empreses de comerç i reparació d'automòbils, 1 d'una empresa de transport, 3 d'empreses d'hostatgeria i restauració, 1 d'una entitat de l'administració pública i 1 d'una empresa classificada com a «altres activitats de serveis».
Dels 4 establiments de servei als particulars que hi havia el 2009, 1 era una oficina de correu, 1 paleta i 2 restaurants.
L'any 2000 a Puchay hi havia 17 explotacions agrícoles que ocupaven un total de 1.155 hectàrees.

## Equipaments sanitaris i escolars
El 2009 hi havia una escola elemental integrada dins d'un grup escolar amb les comunes properes formant una escola dispersa.

## Poblacions més properes
El següent diagrama mostra les poblacions més properes.